# Привіт, дурні!
«Привіт, дурні!» (рос. «Привет, дуралеи!») — російський художній фільм-драма 1996 року, знятий режисером Ельдаром Рязановим на кіностудії «Мосфільм».
У фільмі розповідається про історію звичайного московського мийника Юри (В'ячеслав Полунін), якому в середині 1990-х наснилося, що він — багатий француз, який сховав у роки революції скарб у тайнику, чиє місцезнаходження знала тільки його дружина. Здавалося, що це був лише сон, але через деякий час Юра виявляє у себе французьке коріння, дівчину, схожу на свою дружину уві сні, і навіть квартиру, в якій заховані скарби.

## У ролях
- В'ячеслав Полунін — Юра Каблуков (Каблук), а також Огюст Дерулен (озвучує Андрій М'ягков)
- Тетяна Друбич — Ксенія Засипкіна, а також Поліна Дерулен, бабуся Ксенії
- Тетяна Догілєва — Світлана, колишня дружина Юри, мільйонерка
- Борис Щербаков — Федір, водій, стрілець і народний умілець
- Олександр Ширвіндт — лідер «соціал-соціалістичної» партії, явна пародія одночасно на Зюганова і Жириновського
- Ольга Волкова — лікар-окуліст
- В'ячеслав Кулаков — Толик
- Олександр Пашутін — п'яний командир революційних матросів з сну Юри
- Андрій Смоляков —  Володя, охоронець
- Сергій Степанченко — Стьопа, охоронець
- Анатолій Руденко — Митрофан, син Юри
- Руслан Ахметов — замовник
- Олексій Булдаков — виконроб з України
- Микола Гаро — наречений Ксенії
- Микита Померанцев — наречений Ксенії
- Ельдар Рязанов — Микола Тимофійович, директор книгарні
- Ян Цапник — агент з нерухомості
- Агрипина Стеклова -